# Boronia duiganiae
Boronia duiganiae är en vinruteväxtart som beskrevs av M. F. Duretto. Boronia duiganiae ingår i släktet Boronia och familjen vinruteväxter. Inga underarter finns listade i Catalogue of Life.